# Country alternatywne
Country alternatywne (ang. alternative country) – gatunek muzyczny, który wyklarował się pod koniec lat osiemdziesiątych XX wieku.
Alternatywne country przeciwstawiało się country głównego nurtu, które przez lata z prostej ludowej muzyki przerodziło się w wielki biznes, opanowany przez kiczowatych artystów. Jednak nie był to typowy powrót do korzeni, gatunek ten często tworzyli muzycy związani ze sceną alternatywnego rocka, przenosząc z niego „brudne” brzmienia.

## Przedstawiciele alternatywnego country
- Elliott Brood
- Blue Mountain
- Calexico
- Woven Hand
- Bright Eyes
- Iron & Wine
- Neko Case
- Lambchop
- Will Oldham (także jako: Bonnie ‘Prince’ Billy, Bonny Billy, Palace Brothers, Palace Music, Palace Songs, Palace)
- M. Ward
- Wilco
- Jim White
- 16 Horsepower
- Uncle Tupelo